# عیسی در
عیسی در، روستایی از توابع بخش مرکزی شهرستان سنندج در استان کردستان ایران و در نزدیکی روستای تیرگران است.

## جمعیت
این روستا در دهستان حومه قرار دارد و براساس سرشماری مرکز آمار ایران در سال ۱۳۸۵، جمعیت آن ۶۴ نفر (۱۵خانوار) بوده‌است.